# Paypayrola confertiflora
Paypayrola confertiflora là một loài thực vật có hoa trong họ Hoa tím. Loài này được Tul. mô tả khoa học đầu tiên năm 1847.